# وایلدر (ورمانت)
وایلدر (به انگلیسی: Wilder) یک منطقهٔ مسکونی در ایالات متحده آمریکا است که در Hartford واقع شده‌است. وایلدر ۲٫۱ کیلومتر مربع مساحت و ۱٬۶۹۰ نفر جمعیت دارد و ۱۳۰ متر بالاتر از سطح دریا واقع شده‌است.